# استفانو سیبالدی
استفانو سیبالدی (ایتالیایی: Stefano Sibaldi؛ ‏ ۱۱ ژوئن ۱۹۰۵ – ۲ ژوئیهٔ ۱۹۹۶) بازیگر و صداپیشه اهل ایتالیا بود.
از فیلم‌هایی که وی در آن‌ها نقش داشته‌است، می‌توان به دون پاسکواله و ستارگان پائین را می‌نگردند اشاره نمود.